# The Duskeys
The Duskeys war ein irisches Pop-Quartett der frühen 1980er Jahre. Die Mitglieder waren die Schwestern Barbara und Sandy Duskey und deren Cousins Nina und Danny Duskey.

## Werdegang
Um 1980 formierten sich die Frauen der Gruppe als The Duskey Sisters. Neben wenigen Singleveröffentlichungen nahmen sie an der nationalen Vorentscheidung zum Eurovision Song Contest 1981 teil, bei dem sie Platz 3 erreichten. Als The Duskeys schafften sie ein Jahr später den Sieg und durften so beim Eurovision Song Contest 1982 in Harrogate teilnehmen. Mit dem Disco-Song Here Today, Gone Tomorrow erreichten sie den elften Platz.